# Afton (Nevada)
Afton é  uma cidade fantasma abandonada no condado de Elko, estado do Nevada, nos Estados Unidos. Afton também é conhecida como  "Taber City". 

## História
Afton foi colonizada por Mormons originários de Afton e o novo local foi batizado com o mesmo nome, mas também ficou conhecido como  "Taber City". A vila teve o seu início em 1910 e tinha 50 rendeiros. Essa foi a época da experiência Mormon no campo da agricultura de sequeiro como foi o caso de Metropolis. O lugar foi contudo sacudido em 1915 foi uma enorme seca e ainda por cima por uma praga de coelhos que destruíram as poucas culturas que escaparam à seca. Como se não bastasse caiu um nevão e as colheitas foram péssimas. Em 1917 apenas um quarto dos colonos originais mantiveram-se. As condições melhoraram nos anos seguintes, mas não atraiu colonos novos. Na atualidade continua a ser utilizado como lugar de rancho e de pecuária. Os ranchos existentes pertencem na sua grande maioria a descendentes dos colonos originais.